# Claire Amitié
Claire Amitié (Echte Freundschaft, auch Freunde des Lichts genannt) ist eine Vereinigung von Gläubigen in der römisch-katholischen Kirche. Die Vereinigung wurde 1946 von Thérèse Cornillin in Frankreich gegründet und 1993 vom Heiligen Stuhl anerkannt. 

## Geschichte
Thérèse Cornille (1917–1989), die sich für die Katholische Aktion in Frankreich engagierte,  entschloss sich 1946, sich um junge Frauen und Mädchen zu kümmern. Sie gründete Aufnahmehäuser und half denen, die aus ärmlichen Verhältnissen stammen. Ihr Ziel war es, den Bewohnerinnen ein Zuhause anzubieten, das ihnen einen familienähnlichen Charakter bot. Mit Hilfe Achille Kardinal Liénarts, des Erzbischofs von Lille, eröffnete sie 1946 das erste offene Haus in Roubaix. Es folgten weitere Häuser in Frankreich und später in Übersee. Die kanonische Gründung der Vereinigung erfolgte 1975, am 13. Mai 1993 wurde die Vereinigung vom Päpstlichen Rat für die Laien als ein internationaler Zusammenschluss von Gläubigen päpstlichen Rechts anerkannt und in das amtliche Register aufgenommen.

## Wirken
Die soziale Vereinigung Claire Amitié sorgt sich um die Resozialisierung junger Mädchen und Frauen, denen der gesellschaftliche Anschluss verwehrt blieb. In den Zentren „Clair Logis“ erfahren die jungen Menschen möglicherweise zum ersten Mal eine familiäre Umgebung. Die Zentren arbeiten mit der Erlaubnis des Ortsbischofs und eng mit der heimischen Pfarrei zusammen. Dadurch gewährleisten sie ein christliches und gemeinschaftliches Leben in unterschiedlichsten Gruppen. Das Betreuungspersonal ist geschult und wird nach einer sechsmonatigen Probezeit in einem fünfjährigen Ausbildungszeitraum auf seine Aufgabe vorbereitet. Die Betreuerinnen erhalten darüber hinaus ständig Fort- und Weiterbildungen.

## Verbreitung
Gemeinsam mit acht weiteren Vereinigungen verwaltet die Vereinigung fünfzehn Gemeinschaftshäuser und zählt 277 assoziierte und ständige Mitglieder. Ständigen Mitgliedern sind solche, die ein zölibatäres Leben willen gewählt haben und sich für die Gemeinschaft und den Dienst an den Menschen einsetzen. Die assoziierten Mitglieder sind verheiratete oder unverheiratete Männer und Frauen, die sich den Aufgaben der Vereinigung verpflichtet fühlen. Das oberste Leitungsorgan wird durch eine Präsidentin und Generaldirektorin vertreten, ihnen ist ein Rat beigeordnet. Claire Amitié ist weltweit vertreten:
- Afrika: Senegal, Elfenbeinküste, Niger und Burkina Faso
- Asien: Kambodscha
- Europa: Île-de-France, Troyes und Nancy (alle Frankreich)
- Südamerika: Brasilien